# Coupe des Gouverneurs
La Coupe des Gouverneurs (en anglais : Governors' Cup) est un trophée remis annuellement depuis 1933 à l'équipe championne de la Ligue internationale de baseball. C'est une compétition faisant partie des ligues mineures de baseball qui oppose des équipes des États-Unis et du Canada.
Les Red Sox de Pawtucket sont les actuels champions de la Coupe des Gouverneurs après leur triomphe en septembre 2014.

## Histoire
La compétition est créée à l'initiative de Frank Shaughnessy, dirigeant des Royaux de Montréal, une équipe de la Ligue internationale. Il en fait la proposition au président de la ligue Charles H. Knappe et la Coupe des Gouverneurs est mise en jeu pour la première fois en 1933. Les Bisons de Buffalo sont les premiers champions. Shaughnessy, qui occupera le fauteuil de président de la Ligue internationale de 1936 à 1960, est intéressé à augmenter l'intérêt des partisans de baseball pour quelques semaines supplémentaires en créant des séries éliminatoires qui suivent la tenue de la saison régulière. Quatre équipes accèdent aux éliminatoires dès la première année où la Coupe est en jeu. 
Aujourd'hui, la Ligue internationale compte trois divisions. Les trois champions de division sont qualifiées ainsi qu'un meilleur deuxième (wild card). L'équipe qui termine en tête de la division Nord est opposée au meilleur deuxième, et les champions des divisions Sud et Ouest s'affrontent dans des Séries de divisions. Les deux vainqueurs se disputent alors une série de championnat dont le gagnant est déclaré champion de la Coupe des Gouverneurs. Les trois séries éliminatoires sont disputées au meilleur de cinq parties, le premier gagnant de trois matchs étant déclaré vainqueur.

## Le trophée
La Coupe des Gouverneurs fut créée par W. B. Carruth, superviseur des arbitres de la Ligue internationale. Pour sa création, le trophée en argent est sponsorisé par le lieutenant-gouverneur du Québec, le lieutenant-gouverneur de l'Ontario, le gouverneur du Maryland, le gouverneur du New Jersey et le gouverneur de l'État de New York.
En 1988, le président de la Ligue internationale Harold Cooper fait don de la Coupe des Gouverneurs au Temple de la renommée du baseball situé à Cooperstown dans l'État de New York. C'est là que se trouve la Coupe originale. Une nouvelle a depuis été créée et est présentée au club gagnant chaque année.

## Gagnants

### Records
Les clubs qui ont remporté le plus grand nombre de fois la Coupe de Gouverneurs après la saison 2014 sont :
- Les Red Wings de Rochester (10)
- Les Clippers de Columbus (9)
- Les Chiefs de Syracuse (8)
- Les Royaux de Montréal (7)